# Xanthorhoe semifissata
Xanthorhoe semifissata là một loài bướm đêm thuộc họ Geometridae. Nó là loài bản địa của New Zealand.

## Hình ảnh

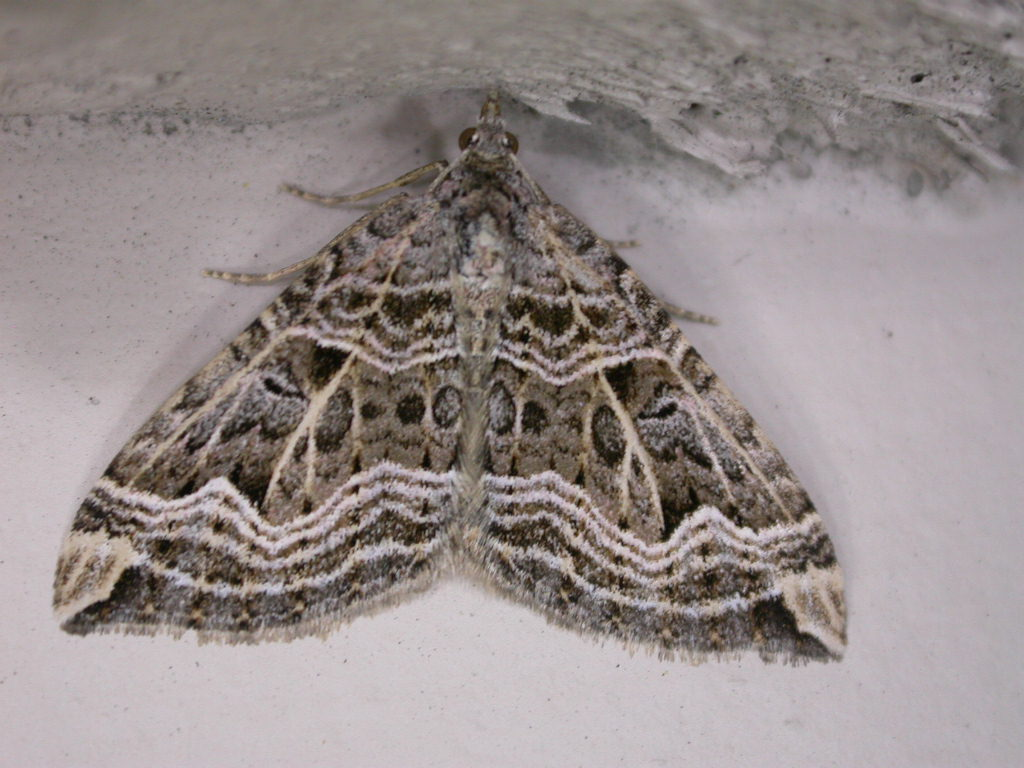
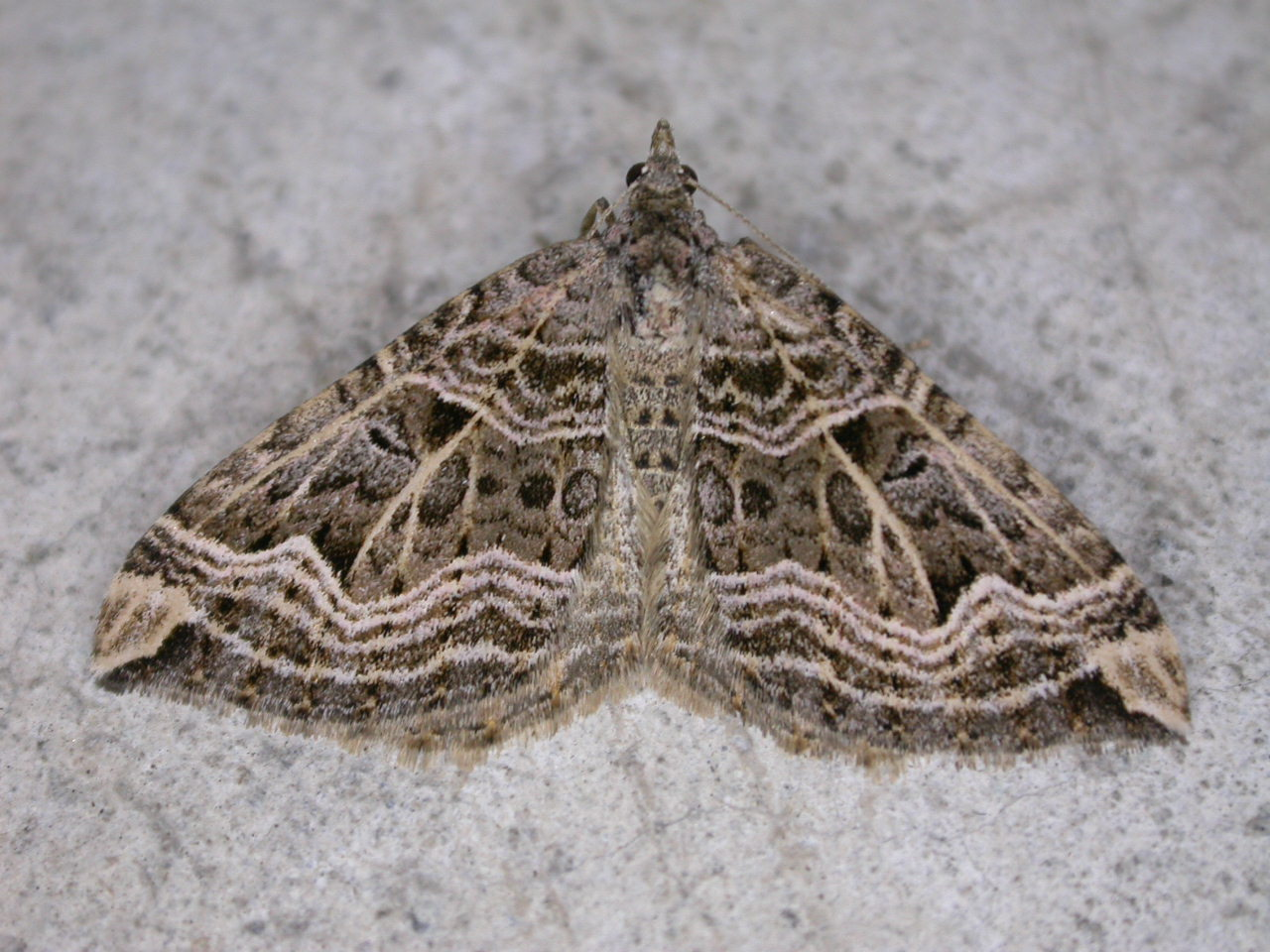
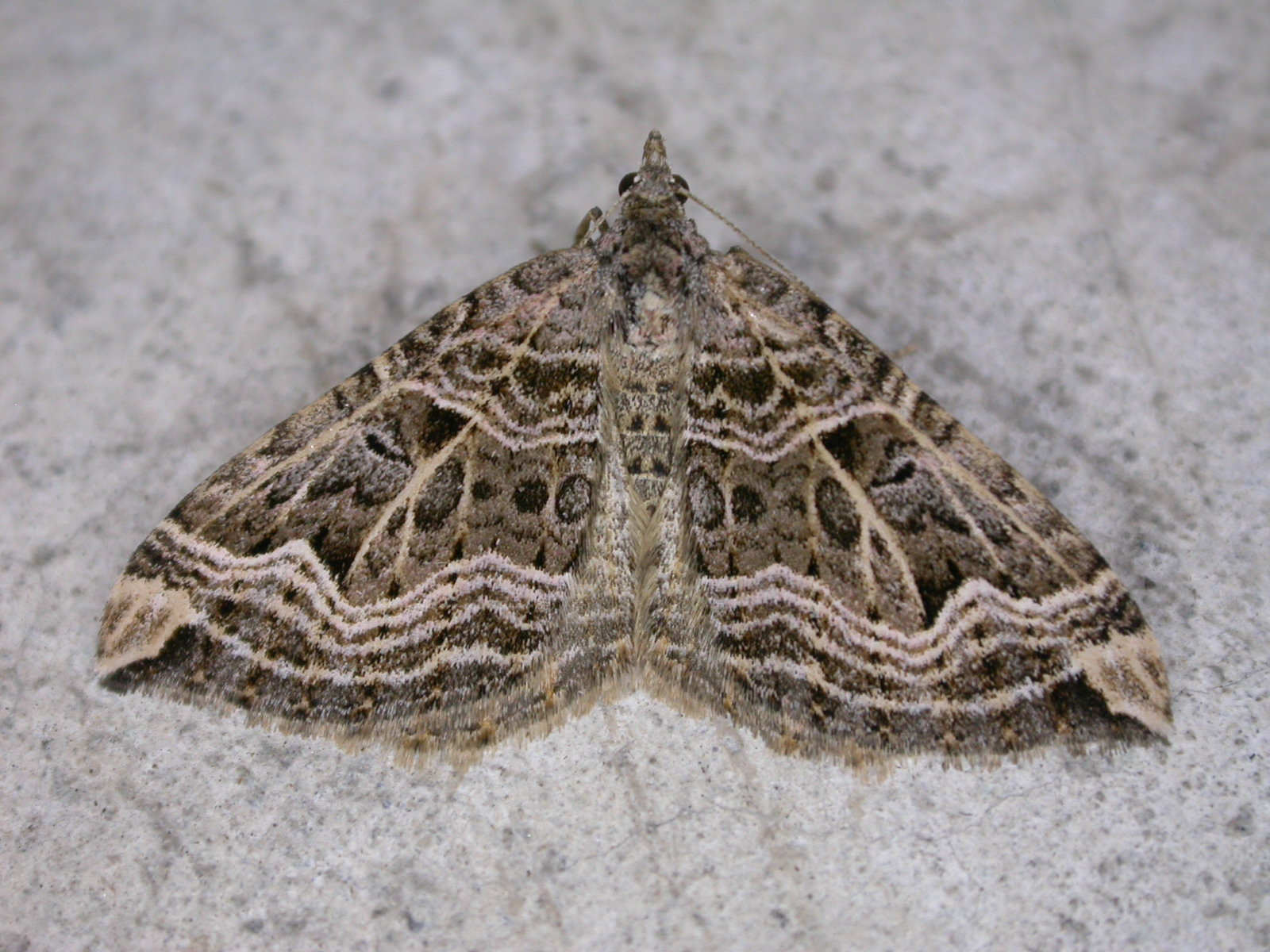